# 절단점

숫자 8 모양의 도형의 목 부분은 차수 2의 절단점이다.

일반위상수학에서 절단점(切斷點, 영어: cut-point)은 연결 공간을 연결되지 않은 둘 이상의 부분들로 분리하는 점이다.

## 정의
연결 공간 {\displaystyle X}의 점 {\displaystyle x\in X}의 절단점 차수(切斷點次數, 영어: cut-point order)는 {\displaystyle X\setminus \{x\}}의 연결 성분들의 수이다. 연결 공간 {\displaystyle X}의 점 {\displaystyle x\in X}의 절단점 차수가 2 이상이라면 (다시 말해, {\displaystyle X\setminus \{x\}}가 비연결 공간이라면), {\displaystyle x}를 {\displaystyle X}의 절단점이라고 한다. 절단점 공간(切斷點空間, 영어: cut-point space)은 모든 점이 절단점인 연결 공간이다.
연결 공간 {\displaystyle X}가 다음 조건을 만족시키면, 연결 순서 위상 공간(連結順序位相空間, 영어: connected ordered topological space) 또는 COTS라고 한다.
- 임의의 세 원소 부분집합 {\displaystyle S\subseteq X}에 대하여, {\displaystyle S\setminus \{s\}}의 두 원소가 {\displaystyle X\setminus \{s\}}의 서로 다른 두 연결 성분에 속하게 되는 {\displaystyle s\in S}가 존재한다.

위상 공간 {\displaystyle X}에 대하여, 만약 다음 조건을 만족시키는 두 점 {\displaystyle x,y\in X}가 존재한다면, {\displaystyle X}를 끝점 공간(-連結空間, 영어: topological space with endpoints)이라고 한다.
- 임의의 {\displaystyle z\in X\setminus \{x,y\}}에 대하여, {\displaystyle x\in U\not \ni y}인 {\displaystyle X\setminus \{z\}}의 열린닫힌집합 {\displaystyle U\subseteq X\setminus \{z\}}가 존재한다.

## 성질
연결 공간의 모든 절단점은 한원소 집합으로서 열린집합이거나 닫힌집합이다. 즉, 고립점이거나 ‘닫힌 점’이다.:2799, Theorem 3.2
증명:
연결 공간 {\displaystyle X}의 절단점 {\displaystyle x\in X}가 주어졌다고 하자. 그렇다면 {\displaystyle X\setminus \{x\}}의 열린닫힌집합 {\displaystyle \varnothing \subsetneq A\subsetneq X\setminus \{x\}}가 존재하며, 이에 대하여
{\displaystyle A=U\setminus \{x\}=F\setminus \{x\}}
인 {\displaystyle X}의 열린집합 {\displaystyle U} 및 닫힌집합 {\displaystyle F}가 존재한다. {\displaystyle X}가 연결 공간이므로 {\displaystyle U\neq F}일 수밖에 없다. 따라서 {\displaystyle \{x\}=U\setminus F}이거나 {\displaystyle \{x\}=F\setminus U}이다. 만약 {\displaystyle \{x\}=U\setminus F}가 참이라면 {\displaystyle \{x\}}는 열린집합이다. 만약 {\displaystyle \{x\}=F\setminus U}가 참이라면 {\displaystyle \{x\}}는 닫힌집합이다.
크기 2 이상의 절단점 공간은 다음 성질들을 만족시킨다.
- 무한 집합이다.[2]:2800, Corollary 3.8 이는 아래 두 성질의 공통적인 특수한 경우이다.
- 무한한 수의 닫힌 점을 갖는다.[2]:2800, Theorem 3.7
- 콤팩트 공간이 아니다.[2]:2800, Corollary 3.10 보다 일반적으로, 크기 2 이상의 콤팩트 연결 공간은 적어도 두 개의 비절단점을 갖는다.[2]:2800, Theorem 3.9

증명 (무한한 수의 닫힌 점의 존재):
크기 2 이상의 절단점 공간 {\displaystyle X}가 주어졌다고 하자. 서로 다른 닫힌 점 {\displaystyle x_{1},x_{2},x_{3},\dotsc \in X}를 구성하면 족하다. 수학적 귀납법을 사용하여, {\displaystyle n-1}개의 열린집합 {\displaystyle U_{1},\dotsc ,U_{n-1}\subseteq X} 및 {\displaystyle n-1}개의 열린집합 {\displaystyle V_{1},\dotsc ,V_{n-1}\subseteq X} 및 서로 다른 {\displaystyle n-1}개의 닫힌 점 {\displaystyle x_{1},\dotsc ,x_{n-1}\in X}가 주어졌으며, 또한
{\displaystyle \forall i\in \{1,\dotsc ,n-1\}\colon X\setminus \{x_{i}\}=U_{i}\cup V_{i}}
{\displaystyle \forall i\in \{1,\dotsc ,n-1\}\colon U_{i}\cap V_{i}=\varnothing \neq U_{i},V_{i}}
{\displaystyle \forall i\in \{2,\dotsc ,n-1\}\colon x_{i}\in U_{i-1}}
{\displaystyle U_{1}\supseteq U_{2}\supseteq \dotsb \supseteq U_{n-1}}
이라고 하자. 그렇다면, 다음 명제들을 차례로 증명하면 족하다.
{\displaystyle V_{n-1}\cup \{x_{n-1}\}}은 연결 공간. 귀류법을 사용하여, 열린닫힌집합 {\displaystyle \varnothing \subsetneq V\subsetneq V_{n-1}\cup \{x_{n-1}\}}이 주어졌다고 하자. 편의상 {\displaystyle x_{n-1}\not \in V}라고 하자. (만약 {\displaystyle x_{n-1}\in V}라면 {\displaystyle V}를 그 여집합 {\displaystyle (V_{n-1}\cup \{x_{n-1}\})\setminus V}로 대체한다.) {\displaystyle V}가 {\displaystyle V_{n-1}}의 열린집합이며, {\displaystyle V_{n-1}}는 {\displaystyle X}의 열린집합이므로, {\displaystyle V}는 {\displaystyle X}의 열린집합이다. 마찬가지로, {\displaystyle V}가 {\displaystyle V_{n-1}\cup \{x_{n-1}\}}의 닫힌집합이며, {\displaystyle V_{n-1}\cup \{x_{n-1}\}=X\setminus U_{n-1}}가 {\displaystyle X}의 닫힌집합이므로, {\displaystyle V}는 {\displaystyle X}의 닫힌집합이다. 이는 {\displaystyle X}의 연결성과 모순이다.
닫힌 점 {\displaystyle x_{n}\in U_{n-1}}이 존재. 귀류법을 사용하여, {\displaystyle U_{n-1}} 속에 닫힌 점이 없다고 하자. 임의의 {\displaystyle x\in U_{n-1}}에 대하여, {\displaystyle \{x\}}가 닫힌집합이 아니며, {\displaystyle U_{n-1}\cup \{x_{n-1}\}}이 닫힌집합이며, {\displaystyle U_{n-1}}은 고립점들로 이루어지므로, {\displaystyle x_{n-1}\in \operatorname {cl} \{x\}}이다. 따라서 {\displaystyle \{x,x_{n-1}\}}은 연결 공간이다. {\displaystyle V_{n-1}\cup \{x_{n-1}\}} 역시 연결 공간이므로, {\displaystyle x'\in U_{n-1}}에 대하여,
{\displaystyle X\setminus \{x'\}=V_{n-1}\cup \{x_{n-1}\}\cup \bigcup _{x'\neq x\in U_{n-1}}\{x,x_{n-1}\}}
은 연결 공간이다. 즉, {\displaystyle x'}은 절단점이 아니며, 이는 모순이다.
{\displaystyle X\setminus \{x_{n}\}=U_{n}\cup V_{n}}이며 {\displaystyle U_{n}\cap V_{n}=\varnothing \neq U_{n},V_{n}}이며 {\displaystyle x_{n-1}\in V_{n}}인 {\displaystyle X}의 열린집합 {\displaystyle U_{n},V_{n}}가 존재. 이는 {\displaystyle x_{n}}이 닫힌 절단점이며, {\displaystyle x_{n-1}\neq x_{n}}이기 때문이다. 만약 {\displaystyle x_{n-1}\in U_{n}}이라면 {\displaystyle U_{n}}과 {\displaystyle V_{n}}을 교환한다.
{\displaystyle U_{n}\subseteq U_{n-1}}. {\displaystyle U_{n}\cup \{x_{n}\}}이 연결 공간이며, {\displaystyle U_{n}\cup \{x_{n}\}\subseteq X\setminus \{x_{n-1}\}}이므로, {\displaystyle U_{n}\cup \{x_{n}\}\subseteq U_{n-1}}이거나 {\displaystyle U_{n}\cup \{x_{n}\}\subseteq V_{n-1}}인데, {\displaystyle x_{n}\in U_{n-1}}이다. 따라서 {\displaystyle U_{n}\cup \{x_{n}\}\subseteq U_{n-1}}이다.
{\displaystyle x_{n}\not \in \{x_{1},\dotsc ,x_{n-1}\}}. 임의의 {\displaystyle i\in \{1,\dotsc ,n-1\}}에 대하여, {\displaystyle x_{i}\not \in U_{i}}이므로 {\displaystyle x_{i}\not \in U_{n-1}}이며, 또한 {\displaystyle x_{n}\in U_{n-1}}이다. 따라서 {\displaystyle x_{n}\neq x_{i}}이다.
증명 (비콤팩트성):
1개 이하의 비절단점을 갖는, 크기 2 이상의 연결 공간 {\displaystyle X}가 콤팩트 공간이 아님을 보이면 족하다. {\displaystyle X}의 절단점의 집합은 {\displaystyle X} 전체이거나, 어떤 한 비절단점의 여집합이므로, 연결 공간이다. 따라서, 닫힌 절단점 {\displaystyle x_{0}\in X}가 존재한다. {\displaystyle A,B\subseteq X}가 열린집합이며, 또한 {\displaystyle X\setminus \{x_{0}\}=U\cup V}이며 {\displaystyle U\cap V=\varnothing }이며 {\displaystyle U,V\neq \varnothing }이라고 하자. 그렇다면, {\displaystyle U}와 {\displaystyle V} 가운데 적어도 한 집합은 절단점으로 이루어진다. 편의상 {\displaystyle U}의 모든 점이 절단점이라고 하자. 이제,
{\displaystyle {\mathcal {S}}=\{W\in \operatorname {Open} (X)\colon V\subseteq W\land |{\operatorname {cl} W\setminus W}|=1\land \operatorname {cl} W\neq X\}}
라고 하고, {\displaystyle {\mathcal {S}}} 위에 다음 부분 순서를 주자.
{\displaystyle W\leq W'\iff W=W'\lor \operatorname {cl} W\subseteq W'}
그렇다면, 다음 명제들을 차례로 보이는 것으로 족하다.
{\displaystyle {\mathcal {S}}}는 극대 사슬 {\displaystyle {\mathcal {C}}\neq \varnothing }를 가짐. {\displaystyle X}가 연결 공간이므로 {\displaystyle V}는 닫힌집합이 아니며, {\displaystyle U}가 열린집합이므로 {\displaystyle V\cup \{x_{0}\}}은 닫힌집합이다. 따라서 {\displaystyle \operatorname {cl} V=V\cup \{x_{0}\}}이며, {\displaystyle V\in {\mathcal {S}}}이다. 하우스도르프 극대 원리에 따라 극대 사슬 {\displaystyle \varnothing \neq {\mathcal {C}}\subseteq {\mathcal {S}}}가 존재한다.
{\displaystyle {\mathcal {S}}}는 극대 원소를 갖지 않음. 임의의 {\displaystyle W\in {\mathcal {S}}}가 주어졌다고 하고, {\displaystyle \operatorname {cl} W\setminus W=\{y_{W}\}}라고 하자. 그렇다면, 닫힌 점 {\displaystyle z_{W}\in X\setminus \operatorname {cl} W}가 존재한다고 단언한다. {\displaystyle X\setminus \operatorname {cl} W}의 모든 점이 닫힌 점이 아니라고 가정하자. 임의의 {\displaystyle y\in X\setminus \operatorname {cl} W}에 대하여, {\displaystyle \{y\}}은 닫힌집합이 아니며 {\displaystyle (X\setminus \operatorname {cl} W)\cup \{y_{W}\}=X\setminus W}는 닫힌집합이며 {\displaystyle X\setminus \operatorname {cl} W}의 모든 점은 고립점이므로, {\displaystyle \operatorname {cl} \{y_{W}\}=\{y_{W},y\}}이며, 따라서 {\displaystyle \{y_{W},y\}}는 연결 공간이다. 임의의 {\displaystyle \varnothing \subsetneq A\subsetneq \operatorname {cl} W}에 대하여, {\displaystyle A}는 {\displaystyle X}의 열린닫힌집합이 아니며, {\displaystyle W}와 {\displaystyle \operatorname {cl} W}는 각각 {\displaystyle X}의 열린집합과 닫힌집합이므로, {\displaystyle A}와 {\displaystyle X\setminus A} 가운데 {\displaystyle W}에 속하는 한 집합은 {\displaystyle \operatorname {cl} W}의 열린닫힌집합이 아니다. 즉, {\displaystyle \operatorname {cl} W}는 연결 공간이다. 따라서, 임의의 {\displaystyle y'\in X\setminus \operatorname {cl} W}를 취했을 때,
{\displaystyle X\setminus \{y'\}=\operatorname {cl} W\cup \bigcup _{y'\neq y\in X\setminus \operatorname {cl} W}\{y_{W},y\}}
는 연결 공간이다. 즉, {\displaystyle y'}은 절단점이다. 이는 {\displaystyle y'\in U}인 것과 모순이다. 이제, {\displaystyle z_{W}}가 닫힌 절단점이므로, {\displaystyle W',W''}이 {\displaystyle X}의 열린집합이며, {\displaystyle X\setminus \{z_{W}\}=W'\cup W''}이며 {\displaystyle W'\cap W''=\varnothing \neq W',W''}이라고 하자. {\displaystyle \operatorname {cl} W\subseteq X\setminus \{z_{W}\}}가 연결 공간이므로, {\displaystyle \operatorname {cl} W\subseteq W'}이거나 {\displaystyle \operatorname {cl} W\subseteq W''}이다. 편의상 전자가 참이라고 하자. 그렇다면, {\displaystyle V\subseteq W'}이며 {\displaystyle \operatorname {cl} W'=W'\cup \{z_{W}\}}이므로, {\displaystyle W'\in {\mathcal {S}}}이다. 즉, {\displaystyle W<W'}이며, {\displaystyle W}는 극대 원소가 아니다.
{\displaystyle \bigcup {\mathcal {C}}}는 콤팩트 공간이 아님. 열린 덮개 {\displaystyle {\mathcal {C}}}가 유한 부분 덮개를 갖지 않음을 보이면 족하다. {\displaystyle {\mathcal {C}}}가 극대 원소를 갖지 않음을 보이면 족하다. 귀류법을 사용하여, {\displaystyle W\in {\mathcal {C}}}가 {\displaystyle {\mathcal {C}}}의 극대 원소라고 하자. 그렇다면, {\displaystyle W<W'}인 {\displaystyle W'\in {\mathcal {S}}}가 존재한다. 그렇다면 {\displaystyle {\mathcal {C}}\cup \{W'\}}은 새로운 사슬이며, {\displaystyle {\mathcal {C}}}는 그 진부분집합이다. 이는 {\displaystyle {\mathcal {C}}}의 극대성과 모순이다.
{\displaystyle \bigcup {\mathcal {C}}=X}. 귀류법을 사용하여, {\displaystyle X\setminus \bigcup {\mathcal {C}}}가 공집합이 아니라고 하자. {\displaystyle X\setminus \bigcup {\mathcal {C}}\subseteq U}이므로, {\displaystyle X\setminus \bigcup {\mathcal {C}}}의 모든 점은 절단점이며, 따라서 고립점이거나 닫힌 점이다. {\displaystyle X\setminus \bigcup {\mathcal {C}}}는 닫힌집합이므로, 열린집합일 수 없으며, 따라서 닫힌 절단점 {\displaystyle x_{1}\in X\setminus \bigcup {\mathcal {C}}}가 존재한다. {\displaystyle G,H}가 {\displaystyle X}의 열린집합이며, {\displaystyle X\setminus \{x_{1}\}=G\cup H}이며, {\displaystyle G\cap H=\varnothing \neq G,H}라고 하자. 임의의 {\displaystyle W\in {\mathcal {C}}}는 {\displaystyle {\mathcal {C}}}의 극대 원소가 아니므로, {\displaystyle \operatorname {cl} W\subseteq W'}인 {\displaystyle W'\in {\mathcal {C}}}가 존재한다. 따라서,
{\displaystyle \bigcup {\mathcal {C}}=\bigcup _{W\in {\mathcal {C}}}\operatorname {cl} W}
이다. 각 {\displaystyle \operatorname {cl} W}는 연결 공간이며, {\displaystyle V\subseteq \operatorname {cl} W}이므로, {\displaystyle \bigcup {\mathcal {C}}}는 연결 공간이다. 따라서, {\displaystyle \bigcup {\mathcal {C}}\subseteq G}이거나 {\displaystyle \bigcup {\mathcal {C}}\subseteq H}이다. 편의상 전자가 참이라고 하면, {\displaystyle V\subseteq G}이며 {\displaystyle \operatorname {cl} G=G\cup \{x_{1}\}}이므로, {\displaystyle G\in {\mathcal {S}}}이다. {\displaystyle {\mathcal {C}}}가 극대 원소를 갖지 않으므로, {\displaystyle G\not \in {\mathcal {C}}}이다. 이는 {\displaystyle {\mathcal {C}}}의 극대성과 모순이다.

## 예
유클리드 평면 {\displaystyle \mathbb {R} ^{2}} 속의 {\displaystyle n}개의 직선이 절단점 공간일 필요충분조건은, 공점선이거나, {\displaystyle n-1}개의 직선이 평행하며 남은 한 직선과 교차하는 것이다.

### 실수
실수선 {\displaystyle \mathbb {R} }는 절단점 공간이며, 모든 점의 절단점 차수는 2이다. 반대로, 다음 결과들이 성립한다.
- 모든 점의 절단점 차수가 2인 연결 국소 연결 분해 가능 거리화 가능 공간은 {\displaystyle \mathbb {R} }와 위상동형이다.
- 모든 점의 절단점 차수가 2이며, 모든 점의 여집합의 두 연결 성분들의 집합이 부분기저를 이루는 분해 가능 하우스도르프 공간은 {\displaystyle \mathbb {R} }와 위상동형이다.

2차원 이상의 유클리드 공간 {\displaystyle \mathbb {R} ^{n}} ({\displaystyle n\geq 2})은 연결 공간이지만, 절단점을 갖지 않는다.

### 기약 절단점 공간
정수 집합 {\displaystyle \mathbb {Z} } 위에 다음과 같은 위상을 부여한 위상 공간을 칼림스키 직선(-直線, 영어: Khalimsky line)이라고 한다.
- 모든 홀수는 고립점이다.
- 모든 짝수 {\displaystyle n}은 최소 열린 근방 {\displaystyle \{n-1,n,n+1\}}을 갖는다.

즉, 칼림스키 직선의 위상은 다음과 같은 기저로 생성된다.
{\displaystyle {\mathcal {B}}=\{\{2i+1\}\colon i\in \mathbb {Z} \}\cup \{\{2i-1,2i,2i+1\}\colon i\in \mathbb {Z} \}}
기약 절단점 공간(旣約切斷點空間, 영어: irreducible cut-point space)은 모든 진부분집합이 절단점 공간이 아닌 절단점 공간이다. 칼림스키 직선은 기약 절단점 공간이며, 반대로 기약 절단점 공간은 칼림스키 직선과 위상동형이다.:2801, Theorem 4.5 즉, 칼림스키 직선은 위상동형 아래 유일한 기약 절단점 공간이다.
증명 (칼림스키 직선은 기약 절단점 공간):
칼림스키 직선 {\displaystyle \mathbb {Z} }는 연결 공간. 짝수 {\displaystyle n\in \mathbb {Z} }에 대하여, {\displaystyle \{n-1,n,n+1\}}은 {\displaystyle n}의 최소 근방이므로, {\displaystyle \{n-1,n\}}과 {\displaystyle \{n,n+1\}}은 연결 공간이다. 수학적 귀납법에 따라, {\displaystyle 1\leq n\in \mathbb {Z} }에 대하여,
{\displaystyle \{-n,-n+1,-n+2,\dotsc ,n\}=\{-n,-n+1\}\cup \{-n+1,-n+2\}\cup \dotsb \cup \{n-1,n\}}
은 연결 공간이며, 따라서 칼림스키 직선
{\displaystyle \mathbb {Z} =\bigcup _{1\leq n\in \mathbb {Z} }\{-n,-n+1,-n+2,\dotsc ,n\}}
은 연결 공간이다.
모든 {\displaystyle n\in \mathbb {Z} }는 절단점. 이는 {\displaystyle \{k\in \mathbb {Z} \colon k<n\}}과 {\displaystyle \{k\in \mathbb {Z} \colon k>n\}}이 모두 {\displaystyle \mathbb {Z} \setminus \{n\}}의 열린집합이기 때문이다.
모든 진부분집합 {\displaystyle A\subsetneq \mathbb {Z} }는 연결 공간이 아니거나, 비절단점을 가짐. 칼림스키 직선 {\displaystyle \mathbb {Z} }의 연결 진부분공간은 다음 세 가지 꼴 가운데 하나이다 ({\displaystyle m,n\in \mathbb {Z} }).
- {\displaystyle \{k\in \mathbb {Z} \colon k\leq n\}}
- {\displaystyle \{k\in \mathbb {Z} \colon k\geq n\}}
- {\displaystyle \{k\in \mathbb {Z} \colon m\leq k\leq n\}}

{\displaystyle A}가 연결 공간이라고 하자. 즉, {\displaystyle A}는 어떤 {\displaystyle m,n\in \mathbb {Z} }에 대하여 위 세 집합 가운데 하나라고 하자. 그렇다면, {\displaystyle A\setminus \{n\}} 역시 위 세 가지 꼴 가운데 하나이며, 따라서 연결 공간이다. 즉, {\displaystyle n}은 {\displaystyle A}의 비절단점이다.
증명 (기약 절단점 공간은 칼림스키 직선):
기약 절단점 공간 {\displaystyle X}가 주어졌다고 하자. 기약성에 따라, 칼림스키 직선 {\displaystyle \mathbb {Z} }에서 {\displaystyle X}로 가는 매장 {\displaystyle i\mapsto x_{i}}를 구성하면 족하다. 우선, 모든 점 {\displaystyle x\in X}의 절단점 차수는 2라고 단언한다. {\displaystyle \varnothing \subsetneq A\subsetneq X\setminus \{x\}}가 {\displaystyle X\setminus \{x\}}의 열린닫힌집합이라고 하자. {\displaystyle A}와 {\displaystyle X\setminus A}가 연결 공간임을 보이면 족하다. 전자만을 증명한다. 귀류법을 사용하여, {\displaystyle A}가 연결 공간이 아니라고 하자. 그렇다면, {\displaystyle x}는 {\displaystyle A\cup \{x\}}의 절단점이다. 임의의 {\displaystyle y\in A}에 대하여,
{\displaystyle X\setminus \{y\}=((A\cup \{x\})\setminus \{y\})\cup ((X\setminus A)\cup \{x\})}
는 연결 공간이 아니며, {\displaystyle x\in ((A\cup \{x\})\setminus \{y\})\cap ((X\setminus A)\cup \{x\})}이므로, {\displaystyle (A\cup \{x\})\setminus \{y\}}와 {\displaystyle (X\setminus A)\cup \{x\}} 가운데 하나 이상은 연결 공간이 아니다. 그런데 {\displaystyle (X\setminus A)\cup \{x\}}가 연결 공간임은 쉽게 확인할 수 있다. 따라서 {\displaystyle (A\cup \{x\})\setminus \{y\}}는 연결 공간이 아니며, {\displaystyle y} 역시 {\displaystyle A\cup \{x\}}의 절단점이다. 즉, {\displaystyle A\cup \{x\}}는 절단점 공간이다. 이는 기약 절단점 공간 조건과 모순이다.
이제, 닫힌 점 {\displaystyle x_{0}\in X}을 취하자. {\displaystyle A_{0}}와 {\displaystyle B_{0}}이 {\displaystyle X\setminus \{x_{0}\}}의 두 연결 성분이라고 하자. 수학적 귀납법을 사용하여,
{\displaystyle x_{-n+1},x_{-n+2},\dotsc ,x_{n-1}\subseteq X}
가 주어졌으며, 또한 각 {\displaystyle -n+1<i\leq n-1}에 대하여, {\displaystyle \{x_{i-1},x_{i}\}}가 연결 공간이라고 하자. 또한, 각 {\displaystyle X\setminus \{x_{i}\}}의 두 연결 성분이 {\displaystyle A_{i}}와 {\displaystyle B_{i}}라고 하고, {\displaystyle -n+1\leq i<0}인 경우 {\displaystyle x_{0}\in B_{i}}이며, {\displaystyle 0<i\leq n-1}인 경우 {\displaystyle x_{0}\in A_{i}}라고 하자. 그렇다면, {\displaystyle \{x_{-n},x_{-n+1}\}}과 {\displaystyle \{x_{n-1},x_{n}\}}이 연결 공간인 {\displaystyle x_{-n}\in A_{-n+1}} 및 {\displaystyle x_{n}\in B_{n-1}}이 존재한다고 단언한다. 후자를 증명한다. {\displaystyle \{x_{n-1}\}}의 극한점 {\displaystyle x_{n}\in B_{n-1}}을 찾으면 족하다. 만약 {\displaystyle x_{n-1}}이 닫힌 점이라면, {\displaystyle B_{n-1}}이 연결 공간이며, {\displaystyle X}가 기약 절단점 공간이므로, {\displaystyle B_{n-1}}은 비절단점 {\displaystyle x_{n}\in B_{n-1}}을 갖는다. 즉, {\displaystyle B_{n-1}\setminus \{x_{n}\}}은 연결 공간이다. {\displaystyle B_{n-1}}은 열린집합이므로, 닫힌집합이 아니며, {\displaystyle B_{n-1}\cup \{x_{n-1}\}}은 닫힌집합이므로, {\displaystyle x_{n-1}}은 {\displaystyle B_{n-1}}의 극한점이다. 하지만 {\displaystyle X\setminus \{x_{n}\}=(B_{n-1}\setminus \{x_{n}\})\cup (A_{n-1}\cup \{x_{n-1}\})}이 연결 공간이 아니므로, {\displaystyle x_{n-1}}은 {\displaystyle B_{n-1}\setminus \{x_{n}\}}의 극한점일 수 없다. 따라서, {\displaystyle x_{n-1}}은 {\displaystyle \{x_{n}\}}의 극한점이다. 만약 {\displaystyle x_{n-1}}이 고립점이라면, {\displaystyle B_{n-1}}은 닫힌집합이므로, 열린집합이 아니며, {\displaystyle B_{n-1}\cup \{x_{n-1}\}}은 열린집합이므로, {\displaystyle x_{n}\in B_{n-1}\setminus \operatorname {int} B_{n-1}}은 {\displaystyle \{x_{n-1}\}}의 극한점이다. 수학적 귀납법의 마지막으로, {\displaystyle A_{-n}}과 {\displaystyle B_{-n}}이 {\displaystyle X\setminus \{x_{-n}\}}의 두 연결 성분이며, {\displaystyle A_{n}}과 {\displaystyle B_{n}}이 {\displaystyle X\setminus \{x_{n}\}}의 두 연결 성분이며, {\displaystyle x_{0}\in B_{-n}}이며 {\displaystyle x_{0}\in A_{n}}이라고 정의한다.
이제, 수학적 귀납법에 따라 구성된 부분집합
{\displaystyle \{\dotsc ,x_{-2},x_{-1},x_{0},x_{1},x_{2},\dotsc \}\subseteq X}
및 각 {\displaystyle X\setminus \{x_{n}\}}의 두 연결 성분 {\displaystyle A_{n}}과 {\displaystyle B_{n}}을 생각하자. 정의에 따라 {\displaystyle n<0}인 경우 {\displaystyle x_{0}\in B_{n}}이며, {\displaystyle n>0}인 경우 {\displaystyle x_{0}\in A_{n}}이다. 이제, 다음 명제들을 차례로 증명하면 족하다.
{\displaystyle x_{i}\in A_{n}\iff i<n}, {\displaystyle x_{i}\in B_{n}\iff i>n}. 편의상 {\displaystyle n>0}이라고 하자. 그렇다면,
{\displaystyle \{x_{i}\colon i<n\}=\bigcup _{k<n}(\{x_{k-1},x_{k}\}\cup \{x_{k},x_{k+1}\}\cup \dotsb \cup \{x_{n-2},x_{n-1}\})}
{\displaystyle \{x_{i}\colon i>n\}=\bigcup _{k>n}(\{x_{n+1},x_{n+2}\}\cup \{x_{n+2},x_{n+3}\}\cup \dotsb \cup \{x_{k},x_{k+1}\})}
은 둘 다 연결 공간이며, {\displaystyle x_{0}\in A_{n}}이며 {\displaystyle x_{n+1}\in B_{n}}이므로, {\displaystyle \{x_{i}\colon i<n\}\subseteq A_{n}}이며 {\displaystyle \{x_{i}\colon i>n\}\subseteq B_{n}}이다.
각 {\displaystyle x_{n}}은 {\displaystyle n}이 짝수인 경우 닫힌 점, {\displaystyle n}이 홀수인 경우 고립점. 정의에 따라 {\displaystyle x_{0}}은 닫힌 점이다. 만약 {\displaystyle \{x_{n}\}}이 닫힌집합이라면, {\displaystyle \{x_{n-1},x_{n}\}}와 {\displaystyle \{x_{n},x_{n+1}\}}이 연결 공간이므로, {\displaystyle \{x_{n-1}\}}과 {\displaystyle \{x_{n+1}\}}은 닫힌집합이 아니며, 따라서 열린집합이다. 마찬가지로, 만약 {\displaystyle \{x_{n}\}}이 열린집합이라면, {\displaystyle \{x_{n-1}\}}과 {\displaystyle \{x_{n+1}\}}은 닫힌집합이다.
부분집합 {\displaystyle \{x_{i}\colon i\in \mathbb {Z} \}}은 기저
{\displaystyle {\mathcal {B}}'=\{\{x_{2i+1}\}\colon i\in \mathbb {Z} \}\cup \{\{x_{2i-1},x_{2i},x_{2i+1}\}\colon i\in \mathbb {Z} \}}
를 가짐. 홀수 {\displaystyle n}에 대하여, {\displaystyle x_{n}}이 고립점임은 이미 증명하였다. 짝수 {\displaystyle n}에 대하여, {\displaystyle x_{n}}은 {\displaystyle \{x_{n-1}\}}과 {\displaystyle \{x_{n+1}\}}의 극한점임을 증명하였으므로, {\displaystyle x_{n}}의 모든 열린 근방은 {\displaystyle x_{n-1}}과 {\displaystyle x_{n+1}}을 원소로 포함한다. 반대로, {\displaystyle A_{n}}과 {\displaystyle B_{n}}이 열린집합이므로,
{\displaystyle \{x_{n-1},x_{n},x_{n+1}\}=\{x_{i}\colon i\in \mathbb {Z} \}\cap A_{n}\cap B_{n}}
은 열린집합이다. 따라서, {\displaystyle \{x_{n-1},x_{n},x_{n+1}\}}은 {\displaystyle x_{n}}의 최소 열린 근방이다.

### 모든 점의 차수가 3인 절단점 공간
모든 점의 차수가 3인 절단점 공간이 존재한다. 그러나, 모든 점의 차수가 3 이상인 절단점 공간은 분해 가능 거리화 가능 공간일 수 없으며, 특히 유클리드 공간에 매장될 수 없다. 구체적으로, 모든 점의 차수가 3인 절단점 공간 {\displaystyle X}는 다음과 같이 구성할 수 있다. 우선, 다음과 같은 집합 {\displaystyle M\subseteq \mathbb {R} ^{2}}을 만들자.
- 수평 개구간 {\displaystyle (0,1)\times \{0\}}에서 시작한다.
- 각 이진 유리점 {\displaystyle ((2m-1)/2^{n},0)\in (0,1)\times \{0\}} 위에 수직 개구간 {\displaystyle \{(2m-1)/2^{n}\}\times (0,1/2^{n})}을 덧붙인다.
- 덧붙여진 수직 개구간의 이진 유리점 {\displaystyle ((2m-1)/2^{n},(2i-1)/2^{j})}의 오른쪽에 수평 개구간 {\displaystyle ((2m-1)/2^{n},(2m-1)/2^{n}+1/2^{j})\times \{(2i-1)/2^{j}\}}를 덧붙인다.
- 위와 같은 과정을 계속 반복한다. 새로운 구간은 마지막 세 단계에서 추가한 구간들의 합집합과 위에서 설명한 처음 세 단계에서 추가한 구간들의 합집합이 닮음이도록 시계 방향으로 돌며 추가한다.

그렇다면, {\displaystyle M}의 모든 이진 유리점의 절단점 차수는 3이며, 그 밖의 점들의 절단점 차수는 2이다. 이들의 집합을 각각 {\displaystyle \operatorname {ct} _{3}(M)}과 {\displaystyle \operatorname {ct} _{2}(M)=M\setminus \operatorname {ct} _{3}(M)}이라고 하자. 이제,
{\displaystyle X=\operatorname {ct} _{2}(M)^{*}\times M=M\cup \operatorname {ct} _{2}(M)\times M\cup \operatorname {ct} _{2}(M)\times \operatorname {ct} _{2}(M)\times M\cup \dotsb }
라고 하자 ({\displaystyle (-)^{*}}는 클레이니 스타). 또한, {\displaystyle x=(x_{1},\dotsc ,x_{n})\in X} 및 {\displaystyle \epsilon >0}에 대하여, 다음 집합을 정의하자.
{\displaystyle R(x,\epsilon )={\begin{cases}\{(x_{1},\dotsc ,x_{n-1})\}\times (\operatorname {ball} _{\mathbb {R} ^{2}}(x_{n},\epsilon )\cap \operatorname {ct} _{3}(M))&x_{n}\in \operatorname {ct} _{3}(M)\\\{x\}\cup \{(x_{1},\dotsc ,x_{n-1})\}\times (\operatorname {ball} _{\mathbb {R} ^{2}}(x_{n},\epsilon )\cap \operatorname {ct} _{3}(M))\cup \{x\}\times (\operatorname {ball} _{\mathbb {R} ^{2}}(0,\epsilon )\cap \operatorname {ct} _{3}(M))&x_{n}\in \operatorname {ct} _{2}(M)\end{cases}}}
그렇다면,
{\displaystyle \{R(x,\epsilon )\colon x\in X\land \epsilon >0\}}
은 {\displaystyle X} 위의 기저를 이루며, 이 기저로 생성되는 위상을 부여한 위상 공간 {\displaystyle X}은 다음 성질들을 만족시킨다.
- 하우스도르프 공간이다.
- 연결 공간이다.
- 모든 점의 절단점 차수는 3이다.

## 참고 문헌
1. 1 2  Daniel, D.; Mahavier, William S. (2007). “Concerning cut point spaces of order three”. 《International Journal of Mathematics and Mathematical Sciences》 (영어) 2007 (Article ID 10679). doi:10.1155/2007/10679. ISSN 0161-1712. MR 2336135. Zbl 1145.54013. EuDML 54503.
2. 1 2 3 4 5 6 7  Honari, B.; Bahrampour, Y. (1999). “Cut-point spaces”. 《Proceedings of the American Mathematical Society》 (영어) 127 (9): 2797–2803. doi:10.1090/S0002-9939-99-04839-X. ISSN 0002-9939. MR 1600152. Zbl 0917.54037.